# Opisthopsis linnaei
Opisthopsis linnaei är en myrart som beskrevs av Auguste-Henri Forel 1901. Opisthopsis linnaei ingår i släktet Opisthopsis och familjen myror. Inga underarter finns listade i Catalogue of Life.